# Preben Van Hecke
Preben Van Hecke (født 9. juli 1982) er en tidligere belgisk professionel cykelrytter.